# Jorge María Mejía
Jorge María Mejía (Buenos Aires, 31 de enero de 1923–Ciudad del Vaticano, 9 de diciembre de 2014) fue un alto prelado de la Iglesia católica, cardenal, bibliotecario de la Biblioteca Vaticana y archivero de los Archivos Secretos del Vaticano, cargo que conservó en calidad de emérito hasta su fallecimiento.

## Biografía
Jorge María Mejía realizó sus estudios secundarios en el Colegio Nacional de Buenos Aires fue ordenado sacerdote para la Arquidiócesis de Buenos Aires el 22 de septiembre de 1945 y tenía un doctorado en teología en el Angelicum y una licenciatura en Sagrada Escritura en el Pontificio Instituto Bíblico de Roma.
Fue profesor de Antiguo Testamento en la facultad de teología de la recién creada Universidad Católica Argentina. Durante la época de Perón editó la revista católica Criterio y fue perito en el Concilio Vaticano II. Fue secretario del Departamento de Ecumenismo del CELAM desde 1967 hasta que fue nombrado secretario de la Comisión de la Santa Sede para las Relaciones Religiosas con los Judíos en 1977. El 8 de marzo de 1986 fue nombrado Vicepresidente de la Pontificia Comisión "Iustitia et Pax" y arzobispo titular de Apollonia, siendo ordenado el 12 de abril.
El 5 de marzo de 1994 fue nombrado secretario de la Congregación para los Obispos, y el 10 de marzo del mismo año fue designado secretario del Colegio de Cardenales. El 7 de marzo de 1998 fue nombrado archivero de los Archivos Secretos del Vaticano, y bibliotecario de la Biblioteca Vaticana de la Santa Sede, cargos a los que renunció por edad en octubre de 2003, conservando el título de archivero emérito del Vaticano.
Fue creado y proclamado cardenal por Juan Pablo II en el consistorio del 21 de febrero de 2001, con el título de S. Girolamo della Carità (San Jerónimo de la Caridad), Diaconía elevada pro hac vice a título presbiteral (21 de febrero de 2011).
Falleció el 9 de diciembre de 2014 a los 91 años. Sus restos fueron sepultados en la iglesia de su título cardenalicio en Roma.

## Obras
- Jorge María Mejía (2005). Historia de una identidad. Letemendia. ISBN 987-21732-6-5.
- Jorge María Mejía (2003). The Fifteenth Century Frescoes in the Sistine Chapel. Edizione Musei Vaticani. ISBN 9788882716066.
- Jean Daniélou, Gustavo Ferrari, Jorge María Mejía (1959). Los manuscritos del Mar Muerto y los orígenes del cristianismo. Criterio.
- Jorge María Mejía (1964). Guia para la lectura de la Biblia. Ediciones Criterio.
- Jorge María Mejía, Christine Maria Grafinger, Barbara Jatta (2006). I cardinali bibliotecari di Santa Romana Chiesa: la quadreria nella Biblioteca apostolica Vaticana. Biblioteca Apostolica Vaticana. ISBN 9788821007996.
- Jorge María Mejía (1956). La hipótesis de la naturaleza pura y sus adversarios en los siglos XVI al XVIII. Verdad.
- Jorge María Mejía (2009). Libro ilustrado de oraciones del final de la Edad Media (Vat. Lat. 3768). Biblioteca Apostólica Vaticana. ISBN 9788495767783.